# Undertröja

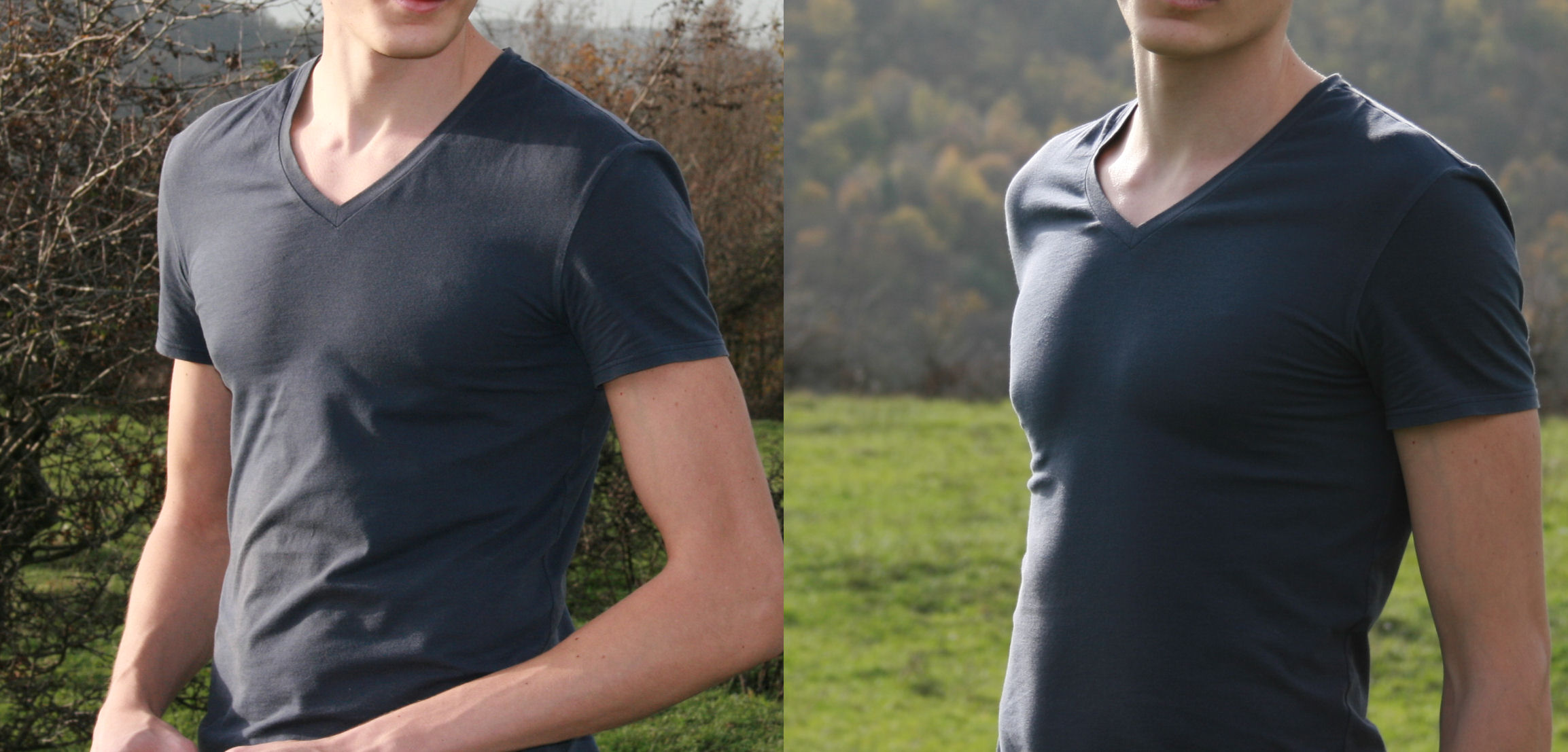
Undertröja.

Undertröja är en tunn och tight tröja att bära under andra plagg på överkroppen. Både för kvinnor och män. Undertröjor görs ofta i trikåtyger av bomull.